# Тоні Кроос
То́ні Кро́ос (нім. Toni Kroos; нар. 4 січня 1990, Грайфсвальд) — німецький футболіст, півзахисник, у минулому гравець іспанського клубу «Реал Мадрид» і збірної Німеччини.

## Клубна кар'єра
Вихованець юнацьких команд футбольних клубів «Грайфсвальдер», «Ганза» та «Баварія».
У дорослому футболі дебютував 2007 року виступами за команду клубу «Баварія», в якій провів два сезони, взявши участь у 19 матчах чемпіонату. Паралельно виступав за другу команду «Баварії», яка змагалася у регіональній лізі, а згодом — у третій Бундеслізі.
У лютому 2009 року на умовах оренди перейшов до леверкузенського «Баєра», в команді якого відразу ж отримав постійне місце у стартовому складі.
До «Баварії» повернувся 2010 року і відразу почав отримувати ігровий час. Починаючи зі свого другого сезону після повернення вже став гравцем основного складу мюнхенської команди.
17 липня 2014 року, після тріумфу збірної Німеччини на тогорічному чемпіонаті світу, Крооса, який провів у складі майбутніх чемпіонів світу усі матчі турніру, підписав іспанський «Реал Мадрид». Суму трансферу не було оголошено, проте вона оцінювалася у розмірі 24-30 мільйонів євро. У складі іспанського гранда відразу став стабільним гравцем стартового складу, протягом 2015—2018 років став співавтором непересічного досягнення, допомігши «вершковим» тричі поспіль виходити переможцями Ліги Чемпіонів УЄФА.
Наприкінці травня 2024 року Кроос оголосив, що завершить ігрову кар'єру влітку 2024 року після чемпіонату Європи. У своєму останньому сезоні за «Реал» учетверте став чемпіоном Іспанії і уп'яте з «Реалом» (і вшосте загалом) виграв Лігу чемпіонів. У фіналі Ліги чемпіонів проти «Боруссії» (Дортмунд) (2:0) зіграв 85 хвилин і відзначився гольовим пасом на Дані Карвахаля на 74-й хвилині матчу. Разом з партнерами по клубу Начо, Модричем і Карвахалем повторив рекорд нападника «Реала» 50-х-60-х років Франсіско Хенто, який першим виграв Кубок чемпіонів шість разів.

## Виступи за збірні
2005 року дебютував у складі юнацької збірної Німеччини, взяв участь у 39 іграх на юнацькому рівні, відзначившись 21 забитим голом.
З 2008 року залучався до складу молодіжної збірної Німеччини. На молодіжному рівні протягом трьох років зіграв у 10 офіційних матчах, забив 2 голи.
2010 року дебютував в офіційних матчах у складі національної збірної Німеччини. Того ж року був учасником чемпіонату світу у ПАР, на якому німецька команда здобула бронзові нагороди, а Кроос виходив на поле у чотирьох матчах, щоправда, кожного разу на заміну ближче до їх завершення.
На Євро-2012 також був здебільшого резервним гравцем збірної, в іграх групового етапу виходив на поле після 80-ї хвилини аби освіжити гру команду й утримати бажаний рахунок. Лише у програному Італії півфіналі провів на полі увесь матч.
А ось на чемпіонаті світу 2014, на якому німецька команда учетверте в історії здобула чемпіонський титул, вже був гравцем основного складу, виходячи на поле з перших хвилин протягом усієї турнірної дистанції. Був одним із співавторів розгромної перемоги з рахунком 7:1 над господарями турніру бразильцями, відзначившись у цій грі «дублем».
Від першої до останньої хвилини провів усі матчі збірної Німеччини й на чемпіонаті Європи 2016 року, на якому вона поступилася лише на стадії півфіналів збірній Франції.
4 червня 2018 року був включений до заявки національної команди для участі у своїй третій світовій першості — тогорічному чемпіонаті світу в Росії.
Після завершення чемпіонату Європи 2020 (який відбувся в 2021 році), де Німеччина вибула в 1/8 фіналу, Кроос оголосив у своїх соцмережах про завершення кар'єри в національній збірній.
У лютому 2024 року гравець оголосив про своє повернення в збірну заради участі у домашньому чемпіонаті Європи. У березні того ж року зіграв у товариських матчах проти Франції (2:0) і Нідерландів (2:1), в кожному з яких відзначився асистом. 14 червня 2024 року вийшов у основі збірної в матчі-відкриття Євро-2024 проти Шотландії, що завершився впевненою перемогою німців з рахунком 5:1.

## Статистика виступів

### Статистика клубних виступів
Станом на 25 травня 2024
| Сезон                  | Команда                | Чемпіонат              | Чемпіонат | Чемпіонат | Національний кубок | Національний кубок | Національний кубок | Континентальні кубки | Континентальні кубки | Континентальні кубки | Інші змагання | Інші змагання | Інші змагання | Усього | Усього |
| Сезон                  | Команда                | Ліга                   | Ігор      | Голів     | Ліга               | Ігор               | Голів              | Ліга                 | Ігор                 | Голів                | Ліга          | Ігор          | Голів         | Ігор   | Голів  |
| ---------------------- | ---------------------- | ---------------------- | --------- | --------- | ------------------ | ------------------ | ------------------ | -------------------- | -------------------- | -------------------- | ------------- | ------------- | ------------- | ------ | ------ |
| 2007-08                | «Баварія» II           | РЛ                     | 12        | 3         | —                  | —                  | —                  | —                    | —                    | —                    | —             | —             | —             | 12     | 3      |
| 2008-09                | «Баварія» II           | 3Л                     | 1         | 1         | —                  | —                  | —                  | —                    | —                    | —                    | —             | —             | —             | 1      | 1      |
| Усього за «Баварію II» | Усього за «Баварію II» | Усього за «Баварію II» | 13        | 4         |                    |                    |                    |                      | —                    | —                    |               | —             | —             | 13     | 4      |
| 2007-08                | «Баварія»              | БЛ                     | 12        | 0         | КН                 | 2                  | 0                  | КУЄФА                | 6                    | 1                    | —             | —             | —             | 20     | 1      |
| 2008-09                | «Баварія»              | БЛ                     | 7         | 0         | КН                 | 1                  | 1                  | ЛЧ                   | 1                    | 0                    | —             | —             | —             | 9      | 1      |
| лют. 2009              | «Баєр 04»              | БЛ                     | 10        | 1         | КН                 | 3                  | 0                  | —                    | —                    | —                    | —             | —             | —             | 13     | 1      |
| 2009-10                | «Баєр 04»              | БЛ                     | 33        | 9         | КН                 | 2                  | 0                  | —                    | —                    | —                    | -             | —             | —             | 35     | 9      |
| Усього за «Баєр»       | Усього за «Баєр»       | Усього за «Баєр»       | 43        | 10        |                    | 5                  | 0                  |                      |                      |                      |               | —             | —             | 48     | 10     |
| 2010-11                | «Баварія»              | БЛ                     | 27        | 1         | КН                 | 3                  | 1                  | ЛЧ                   | 7                    | 1                    | —             | —             | —             | 37     | 3      |
| 2011-12                | «Баварія»              | БЛ                     | 31        | 4         | КН                 | 6                  | 1                  | ЛЧ                   | 14                   | 2                    | —             | —             | —             | 51     | 7      |
| 2012-13                | «Баварія»              | БЛ                     | 24        | 6         | КН                 | 3                  | 0                  | ЛЧ                   | 9                    | 3                    | —             | 1             | 0             | 37     | 9      |
| 2013-14                | «Баварія»              | БЛ                     | 29        | 2         | КН                 | 6                  | 1                  | ЛЧ                   | 12                   | 1                    | —             | 4             | 0             | 51     | 4      |
| Усього за «Баварію»    | Усього за «Баварію»    | Усього за «Баварію»    | 130       | 13        |                    | 21                 | 4                  |                      | 49                   | 8                    |               | 5             | 0             | 205    | 25     |
| 2014-15                | «Реал Мадрид»          | ЛЛ                     | 36        | 2         | КІ                 | 2                  | 0                  | ЛЧ                   | 12                   | 0                    | —             | 5             | 0             | 55     | 2      |
| 2015-16                | «Реал Мадрид»          | ЛЛ                     | 32        | 1         | КІ                 | 0                  | 0                  | ЛЧ                   | 12                   | 0                    | —             | —             | —             | 44     | 1      |
| 2016-17                | «Реал Мадрид»          | ЛЛ                     | 29        | 3         | КІ                 | 5                  | 0                  | ЛЧ                   | 12                   | 1                    | —             | 2             | 0             | 48     | 4      |
| 2017–18                | «Реал Мадрид»          | ЛЛ                     | 27        | 5         | КІ                 | 0                  | 0                  | ЛЧ                   | 12                   | 0                    | СУ+СІ+КЧС     | 1+2+1         | 0+0+0         | 43     | 5      |
| 2018–19                | «Реал Мадрид»          | ЛЛ                     | 28        | 0         | КІ                 | 4                  | 0                  | ЛЧ                   | 8                    | 1                    | СУ+КЧС        | 1+2           | 0             | 43     | 1      |
| 2019–20                | «Реал Мадрид»          | ЛЛ                     | 35        | 4         | КІ                 | 2                  | 0                  | ЛЧ                   | 6                    | 1                    | СІ            | 2             | 1             | 45     | 6      |
| 2020–21                | «Реал Мадрид»          | ЛЛ                     | 28        | 3         | КІ                 | 1                  | 0                  | ЛЧ                   | 12                   | 0                    | СІ            | 1             | 0             | 42     | 3      |
| 2021–22                | «Реал Мадрид»          | ЛЛ                     | 28        | 1         | КІ                 | 3                  | 0                  | ЛЧ                   | 12                   | 2                    | СІ            | 2             | 0             | 45     | 3      |
| 2022–23                | «Реал Мадрид»          | ЛЛ                     | 30        | 2         | КІ                 | 5                  | 0                  | ЛЧ                   | 12                   | 0                    | СІ+СУ+КЧС     | 2+1+2         | 0             | 52     | 2      |
| 2023–24                | «Реал Мадрид»          | ЛЛ                     | 33        | 1         | КІ                 | 1                  | 0                  | ЛЧ                   | 11                   | 0                    | СІ            | 2             | 0             | 47     | 1      |
| Усього за «Реал»       | Усього за «Реал»       | Усього за «Реал»       | 306       | 22        |                    | 23                 | 0                  |                      | 109                  | 5                    |               | 26            | 1             | 464    | 28     |
| Усього за кар'єру      | Усього за кар'єру      | Усього за кар'єру      | 489       | 49        |                    | 49                 | 4                  |                      | 158                  | 12                   |               | 31            | 1             | 728    | 67     |

### Статистика виступів за збірну
Станом на 9 червня 2018 року
| Дата       | Місто               | Господарі         | Результат               | Гості                | Турнір                       | Голи | Примітки |
| ---------- | ------------------- | ----------------- | ----------------------- | -------------------- | ---------------------------- | ---- | -------- |
| 3-3-2010   | Мюнхен              | Німеччина         | 0 – 1                   | Аргентина            | товариський матч             | -    | 67'      |
| 13-5-2010  | Аахен               | Німеччина         | 3 – 0                   | Мальта               | товариський матч             | -    | 57'      |
| 29-5-2010  | Будапешт            | Угорщина          | 0 – 3                   | Німеччина            | товариський матч             | -    | 62'      |
| 3-6-2010   | Франкфурт-на-Майні  | Німеччина         | 3 – 1                   | Боснія і Герцеговина | товариський матч             | -    | 87'      |
| 23-6-2010  | Йоганнесбург        | Гана              | 0 – 1                   | Німеччина            | ЧС 2010 - 1-й етап           | -    | 81'      |
| 3-7-2010   | Кейптаун            | Аргентина         | 0 – 4                   | Німеччина            | ЧС 2010 - чвертьфінал        | -    | 77'      |
| 7-7-2010   | Дурбан              | Німеччина         | 0 – 1                   | Іспанія              | ЧС 2010 - півфінал           | -    | 62'      |
| 10-7-2010  | Порт-Елізабет       | Уругвай           | 2 – 3                   | Німеччина            | ЧС 2010 - матч за 3-тє місце | -    | 81'      |
| 11-8-2010  | Копенгаген          | Данія             | 2 – 2                   | Німеччина            | товариський матч             | -    |          |
| 3-9-2010   | Брюссель            | Бельгія           | 0 – 1                   | Німеччина            | Відбір до ЧЄ 2012            | -    | 70'      |
| 8-10-2010  | Берлін              | Німеччина         | 3 – 0                   | Туреччина            | Відбір до ЧЄ 2012            | -    |          |
| 12-10-2010 | Астана              | Казахстан         | 0 – 3                   | Німеччина            | Відбір до ЧЄ 2012            | -    |          |
| 17-10-2010 | Гетеборг            | Швеція            | 0 – 0                   | Німеччина            | товариський матч             | -    | 60'      |
| 26-3-2011  | Кайзерслаутерн      | Німеччина         | 4 – 0                   | Казахстан            | Відбір до ЧЄ 2012            | -    | 78'      |
| 29-3-2011  | Менхенгладбах       | Німеччина         | 1 – 2                   | Австралія            | товариський матч             | -    | 64'      |
| 29-5-2011  | Зінсгайм            | Німеччина         | 2 – 1                   | Уругвай              | товариський матч             | -    | 79'      |
| 3-6-2011   | Відень              | Австрія           | 1 – 2                   | Німеччина            | Відбір до ЧЄ 2012            | -    |          |
| 7-6-2011   | Баку                | Азербайджан       | 1 – 3                   | Німеччина            | Відбір до ЧЄ 2012            | -    |          |
| 10-8-2011  | Штутгарт            | Німеччина         | 3 – 2                   | Бразилія             | товариський матч             | -    |          |
| 2-9-2011   | Гельзенкірхен       | Німеччина         | 6 – 2                   | Австрія              | Відбір до ЧЄ 2012            | -    | 85'      |
| 6-9-2011   | Гданськ             | Польща            | 2 – 2                   | Німеччина            | товариський матч             | 1    | 84'      |
| 11-10-2011 | Дортмунд            | Німеччина         | 3 – 1                   | Бельгія              | Відбір до ЧЄ 2012            | -    |          |
| 11-11-2011 | Київ                | Україна           | 3 – 3                   | Німеччина            | товариський матч             | 1    | 87'      |
| 15-11-2011 | Гамбург             | Німеччина         | 3 – 0                   | Нідерланди           | товариський матч             | -    | 82'      |
| 29-2-2012  | Бремен              | Німеччина         | 1 – 2                   | Франція              | товариський матч             | -    |          |
| 31-5-2012  | Лейпциг             | Німеччина         | 2 – 0                   | Ізраїль              | товариський матч             | -    | 86'      |
| 9-6-2012   | Львів               | Німеччина         | 1 – 0                   | Португалія           | ЧЄ 2012 - 1-й етап           | -    | 87'      |
| 13-6-2012  | Харків              | Нідерланди        | 1 – 2                   | Німеччина            | ЧЄ 2012 - 1-й етап           | -    | 81'      |
| 17-6-2012  | Львів               | Данія             | 1 – 2                   | Німеччина            | ЧЄ 2012 - 1-й етап           | -    | 84'      |
| 28-6-2012  | Варшава             | Німеччина         | 1 – 2                   | Італія               | ЧЄ 2012 - півфінал           | -    |          |
| 15-8-2012  | Франкфурт-на-Майні  | Німеччина         | 1 – 3                   | Аргентина            | товариський матч             | -    | 69'      |
| 11-9-2012  | Відень              | Австрія           | 1 – 2                   | Німеччина            | Відбір до ЧС 2014            | -    |          |
| 12-10-2012 | Дублін              | Ірландія          | 1 – 6                   | Німеччина            | Відбір до ЧС 2014            | 2    | 46'      |
| 16-10-2012 | Берлін              | Німеччина         | 4 – 4                   | Швеція               | Відбір до ЧС 2014            | -    |          |
| 6-2-2013   | Сен-Дені            | Франція           | 1 – 2                   | Німеччина            | товариський матч             | -    | 57'      |
| 6-9-2013   | Мюнхен              | Німеччина         | 3 – 0                   | Австрія              | Відбір до ЧС 2014            | 1    |          |
| 10-9-2013  | Торсгавн            | Фарерські острови | 0 – 3                   | Німеччина            | Відбір до ЧС 2014            | -    |          |
| 11-10-2013 | Кельн               | Німеччина         | 3 – 0                   | Ірландія             | Відбір до ЧС 2014            | -    |          |
| 15-10-2013 | Стокгольм           | Швеція            | 3 – 5                   | Німеччина            | Відбір до ЧС 2014            | -    |          |
| 15-11-2013 | Мілан               | Італія            | 1 – 1                   | Німеччина            | товариський матч             | -    | 82'      |
| 19-11-2013 | Лондон              | Англія            | 0 – 1                   | Німеччина            | товариський матч             | -    |          |
| 5-3-2014   | Штутгарт            | Німеччина         | 1 – 0                   | Чилі                 | товариський матч             | -    |          |
| 1-6-2014   | Менхенгладбах       | Німеччина         | 2 – 2                   | Камерун              | товариський матч             | -    |          |
| 6-6-2014   | Майнц               | Німеччина         | 6 – 1                   | Вірменія             | товариський матч             | -    |          |
| 16-6-2014  | Салвадор (Бразилія) | Німеччина         | 4 – 0                   | Португалія           | ЧС 2014 - 1-й етап           | -    |          |
| 21-6-2014  | Форталеза           | Німеччина         | 2 – 2                   | Гана                 | ЧС 2014 - 1-й етап           | -    |          |
| 26-6-2014  | Ресіфі              | США               | 0 – 1                   | Німеччина            | ЧС 2014 - 1-й етап           | -    |          |
| 30-6-2014  | Порту-Алегрі        | Німеччина         | 2 – 1 д.ч.              | Алжир                | ЧС 2014 - 1/8 фіналу         | -    |          |
| 4-7-2014   | Ріо-де-Жанейро      | Франція           | 0 – 1                   | Німеччина            | ЧС 2014 - чвертьфінал        | -    | 90+2'    |
| 8-7-2014   | Белу-Оризонті       | Бразилія          | 1 – 7                   | Німеччина            | ЧС 2014 - півфінал           | 2    |          |
| 13-7-2014  | Ріо-де-Жанейро      | Німеччина         | 1 – 0 д.ч.              | Аргентина            | ЧС 2014 - Фінал              | -    |          |
| 3-9-2014   | Дюссельдорф         | Німеччина         | 2 – 4                   | Аргентина            | товариський матч             | -    | 71'      |
| 7-9-2014   | Дортмунд            | Німеччина         | 2 – 1                   | Шотландія            | Відбір до ЧЄ 2016            | -    |          |
| 11-10-2014 | Варшава             | Польща            | 2 – 0                   | Німеччина            | Відбір до ЧЄ 2016            | -    |          |
| 14-10-2014 | Гельзенкірхен       | Німеччина         | 1 – 1                   | Ірландія             | Відбір до ЧЄ 2016            | 1    |          |
| 14-11-2014 | Нюрнберг            | Німеччина         | 4 – 0                   | Гібралтар            | Відбір до ЧЄ 2016            | -    | 80'      |
| 18-11-2014 | Віго                | Іспанія           | 0 – 1                   | Німеччина            | товариський матч             | 1    |          |
| 29-3-2015  | Тбілісі             | Грузія            | 0 – 2                   | Німеччина            | Відбір до ЧЄ 2016            | -    |          |
| 4-9-2015   | Франкфурт-на-Майні  | Німеччина         | 3 – 1                   | Польща               | Відбір до ЧЄ 2016            | -    | 61'      |
| 7-9-2015   | Глазго              | Шотландія         | 2 – 3                   | Німеччина            | Відбір до ЧЄ 2016            | -    |          |
| 8-10-2015  | Дублін              | Ірландія          | 1 – 0                   | Німеччина            | Відбір до ЧЄ 2016            | -    |          |
| 11-10-2015 | Лейпциг             | Німеччина         | 2 – 1                   | Грузія               | Відбір до ЧЄ 2016            | -    |          |
| 26-3-2016  | Берлін              | Німеччина         | 2 – 3                   | Англія               | товариський матч             | 1    |          |
| 29-3-2016  | Мюнхен              | Німеччина         | 4 – 1                   | Італія               | товариський матч             | 1    |          |
| 4-6-2016   | Гельзенкірхен       | Німеччина         | 2 – 0                   | Угорщина             | товариський матч             | -    | 36', 68' |
| 12-6-2016  | Вільнев-д'Аск       | Німеччина         | 2 – 0                   | Україна              | ЧЄ 2016 - 1-й етап           | -    |          |
| 16-6-2016  | Париж               | Німеччина         | 0 – 0                   | Польща               | ЧЄ 2016 - 1-й етап           | -    |          |
| 21-6-2016  | Париж               | Північна Ірландія | 0 – 1                   | Німеччина            | ЧЄ 2016 - 1-й етап           | -    |          |
| 26-6-2016  | Вільнев-д'Аск       | Німеччина         | 3 – 0                   | Словаччина           | ЧЄ 2016 - 1/8 фіналу         | -    |          |
| 2-7-2016   | Бордо               | Німеччина         | 1 – 1 д.ч. (6 - 5 п.п.) | Італія               | ЧЄ 2016 - чвертьфінал        | -    |          |
| 7-7-2016   | Марсель             | Німеччина         | 0 – 2                   | Франція              | ЧЄ 2016 - півфінал           | -    |          |
| 4-9-2016   | Осло                | Норвегія          | 0 – 3                   | Німеччина            | Відбір до ЧС 2018            | -    |          |
| 8-10-2016  | Гамбург             | Німеччина         | 3 – 0                   | Чехія                | Відбір до ЧС 2018            | 1    | 76'      |
| 11-9-2016  | Ганновер            | Німеччина         | 2 – 0                   | Північна Ірландія    | Відбір до ЧС 2018            | -    |          |
| 22-3-2017  | Дортмунд            | Німеччина         | 1 – 0                   | Англія               | товариський матч             | -    |          |
| 26-3-2017  | Баку                | Азербайджан       | 1 – 4                   | Німеччина            | Відбір до ЧС 2018            | -    | 89'      |
| 1-9-2016   | Прага               | Чехія             | 1 – 2                   | Німеччина            | Відбір до ЧС 2018            | -    |          |
| 14-9-2017  | Штутгарт            | Німеччина         | 6 – 0                   | Норвегія             | Відбір до ЧС 2018            | -    |          |
| 5-10-2017  | Белфаст             | Північна Ірландія | 1 – 3                   | Німеччина            | Відбір до ЧС 2018            | -    |          |
| 14-11-2017 | Кельн               | Німеччина         | 2 – 2                   | Франція              | товариський матч             | -    |          |
| 23-3-2018  | Дюссельдорф         | Німеччина         | 1 – 1                   | Іспанія              | товариський матч             | -    |          |
| 27-3-2018  | Берлін              | Німеччина         | 0 – 1                   | Бразилія             | товариський матч             | -    |          |
| 8-6-2018   | Леверкузен          | Німеччина         | 2 – 1                   | Саудівська Аравія    | товариський матч             | -    |          |
| Усього     |                     | Матчів            | 82                      |                      | Голів                        | 12   |          |

## Досягнення

### Командні
«Баварія»
- Чемпіон Німеччини (3): 2007-08, 2012-13, 2013-14
- Володар кубка Німеччини (3): 2007-08, 2012-13, 2013-14
- Володар Кубка німецької ліги: 2007
- Володар Суперкубка Німеччини (2): 2010, 2012
- Переможець Ліги чемпіонів УЄФА (1): 2012-13
- Переможець Суперкубка УЄФА (1): 2013
- Переможець Клубного чемпіонату світу (1): 2013

«Реал Мадрид»
- Чемпіон Іспанії (4): 2016-17, 2019-20, 2021-22, 2023-24
- Володар кубка Іспанії (1): 2022–23
- Володар Суперкубка Іспанії (4): 2017, 2019, 2021, 2023
- Переможець Суперкубка УЄФА (4): 2014, 2016, 2017, 2022
- Переможець Ліги Чемпіонів УЄФА (5): 2015-16, 2016-17, 2017-18, 2021-22, 2023-24
- Переможець Клубного чемпіонату світу (5): 2014, 2016, 2017, 2018, 2022

### Міжнародні
Німеччина
- Чемпіон світу (1): 2014
- Бронзовий призер чемпіонату світу: 2010

### Особисті
- Збірна Світу ФІФА (3): 2014, 2016, 2017
- Найкращий плеймейкер за версією IFFHS (1): 2014
- Золотий м'яч Чемпіонату світу U-17 (1): 2007
- Найкращий гравець Чемпіонату Європи з футболу (U-17): 2006
- Найкращий бомбардир Чемпіонату Європи з футболу (U-17): 2007